# مايك سويني (لاعب كرة قدم)
مايك سويني هو لاعب كرة قدم كندي، ولد في 25 ديسمبر 1959 في دنكان، كولومبيا البريطانية ‏ في كندا. شارك مع منتخب كندا لكرة القدم. أما مع النوادي، فقد لعب مع فانكوفر وايتكابس.

## وصلات خارجية
- مايك سويني على موقع الاتحاد الدولي (مؤرشف)  (الإنجليزية)
- مايك سويني على موقع قاعدة بيانات كرة القدم.إي يو (الإنجليزية)
- مايك سويني على موقع ناشيونال فوتبول تيمز (الإنجليزية)
- مايك سويني على موقع أوليمبيديا (الإنجليزية)